# El pecado de Oyuki (telenovela)
El pecado de Oyuki es una telenovela mexicana producida por Lucy Orozco para Televisa en 1988. Está basada en la historieta del mismo nombre escrita por Yolanda Vargas Dulché y publicada primero en 1949 dentro de la revista Pepín y después en 1975 dentro de la revista Lágrimas, risas y amor. Fue protagonizada por Ana Martín y Boy Olmi, con las participaciones antagónicas de Salvador Sánchez y Martha Roth, y la actuación estelar de Jorge Martínez de Hoyos.
La historia fue adaptada al formato de telenovela por la misma autora. Se transmitió originalmente del 15 de febrero al 5 de agosto de 1988 en el horario estelar de las 21:00 h. por El Canal de las Estrellas (aunque la novela fue grabada entre 1986 y 1987).

## Sinopsis
Oyuki es una joven campesina japonesa inocente, bella y honesta. Crece junto con sus padres en una pequeña casa de campo en la provincia japonesa. Tiene un hermano mayor llamado Yutaka, un hombre vicioso y vano que solo ha causado grandes pesares a la familia. Cuando estos mueren, Yutaka decide llevar a Oyuki a Tokio. En su juventud, Oyuki aprendió danzas tradicionales de mano de una tía que se desempeñaba como geisha. Yutaka planea utilizar la belleza y cualidades como bailarina de su hermana para explotarla y convertirla en bailarina de un ryōtei. Obligada y resignada, Oyuki empieza a trabajar. Yutaka se encarga de patrocinarla, pero a cambio de eso, la despoja de sus ganancias, la maltrata y la golpea. Oyuki obtiene un enorme éxito y pronto comienza a bailar en uno de los ryōtei más importantes de la ciudad. Entre los muchos admiradores que Oyuki cosecha, se encuentra Togo Fushoko, un rico comerciante y uno de los hombres más ricos de Japón, quien se enamora de ella.
La vida de Oyuki cambia cuando conoce a Irving Pointer, un pintor de origen inglés. Irving es el hijo de Charles Pointer, el embajador del Reino Unido en Japón. Su madre, Lady Elizabeth, es una mujer sumamente sobreprotectora con su único hijo. Cuando Irving conoce a Oyuki en el ryōtei, queda prendado de su belleza y le ofrece realizarle un retrato. Oyuki acepta la oferta y ambos terminan enamorándose en el tiempo que Oyuki posa para su retrato. Sin embargo, su relación se mantiene en secreto. Oyuki teme la furia de Yutaka al enterarse de su romance.
Yutaka planea obligar a su hermana a casarse con el Sr. Fushoko para poder disfrutar de su vasta fortuna. Por otro lado, Lady Elizabeth, al enterarse del romance, se opone totalmente a aceptarlo. Por alguna extraña razón, la madre de Irving siente una especie de aversión hacia Japón, su cultura y su gente.
Cuando Yutaka se entera del desprecio de su hermana a Fushoko, arremete contra Oyuki. Él intenta matarla con una daga. Cobardemente, Yutaka se desaparece. Irving decide casarse con ella, posponiendo un proyecto para viajar a Europa a presentar sus pinturas. Lady Elizabeth enfurece cuando su hijo le cuenta su decisión, por lo que Irving se ve forzado a abandonar la casa de sus padres y valerse por sí mismo. Irving y Oyuki se casan en una sencilla ceremonia. Oyuki e Irving consiguen una pequeña casa en un barrio popular. Sin embargo, Oyuki se enfrenta al rechazo de su gente, quien no ve con buenos ojos su matrimonio con un occidental.
Ante la difícil situación, Irving consigue empleo, pero Lady Elizabeth decide boicotear los proyectos y triunfos de su hijo. Su misión es presionarlo económicamente para que Irving acuda en su ayuda y de esta forma tenerlo bajo su control. A pesar de la difícil situación económica, Oyuki e Irving experimentaran la mayor felicidad con el nacimiento de una hija, que es llamada Yuriko. La niña es idéntica a su padre, y prácticamente no hereda ningún rasgo oriental de su madre. Por desgracia, debido a la intervención de Lady Elizabeth, la estabilidad económica de la familia es delicada. Desesperado, Irving busca la ayuda de su padre. Al tanto de las intrigas de su esposa, Charles decide apoyar a su hijo y le brinda las facilidades para que viaje con Oyuki y su hija a París, Francia y logre éxito como pintor. Por desgracia, la pequeña Yuriko enferma y Oyuki no puede viajar con su esposo a París. Irving promete volver por ellas en cuanto logre vender sus primeros cuadros. Por desgracia, apenas Irving parte a Europa, la salud de Yuriko se complica. La niña sufre una fiebre escarlatina que obliga a Oyuki a internarla en un hospital, donde pierde los ahorros que su marido le había destinado. Oyuki se niega a revelarle la situación a Irving para no presionarlo. Oyuki comienza a quedarse sola.
Por desgracia, en este momento Yutaka reaparece en la historia, decidido a retomar el control de la vida de su hermana. Yutaka comienza a intervenir las cartas de Irving hacia Oyuki, incluyendo algunas donde él le enviaba dinero, fruto de su creciente éxito como pintor en Europa. La situación de Oyuki se agrava, y ella y Yuriko comienzan a sufrir hambre. Oyuki decide acudir con el Sr. Pointer, pero este ha partido en unas largas vacaciones. Oyuki decide entonces acercarse a Lady Elizabeth, quien no ha cesado en sus intrigas contra ella. Lady Elizabeth amenaza a Oyuki con quitarle a su hija.
Estas situaciones llevan a Oyuki a creer que Irving realmente la ha abandonado. Yutaka aparece ofreciéndole ayuda. Aunque Oyuki lo rechaza, el temor de perder a su hija a manos de su suegra, la lleva a aceptar la ayuda de su hermano y abandonar su casa con su hija.
Oyuki decide volver a bailar en los ryōtei convencida por Yutaka. Yutaka pretende sacar provecho de la situación. Él convence a Oyuki de mudarse a Kioto.
Por otra parte, Irving suspende un viaje para presentar su obra en Inglaterra y decide volver a Japón agobiado por no tener noticias de su familia. Al llegar, Irving descubre las intrigas de su madre. Él la desprecia, y con ayuda de su padre procede a buscar a Oyuki. La pareja finalmente se reencuentra. Ellos aclaran los malentendidos y planean volver con su hija a París con el apoyo del Sr. Pointer. Pero en ese momento, Yutaka los sorprende. Él no está dispuesto a volver a perder su mina de oro. Yutaka hiere de muerte a Irving. Irving muere en los brazos de Oyuki.
Yutaka acusa a su hermana de haber asesinado a su marido. Oyuki es aprehendida. Durante el juicio, las pruebas no la favorecen. Oyuki tomó el arma con sus manos. Oyuki es declarada culpable y condenada a pasar veinte años en prisión. Oyuki se ve forzada a entregar a su hija a sus abuelos paternos. La pequeña Yuriko es llevada a casa de los Pointer.
La tragedia estremece a todo Japón y llega a oídos del Sr. Fushoko. Este aún ama a Oyuki y decide reunir todas sus fuerzas para comprobar su inocencia. Fushoko se convertirá en la única persona que apoya a Oyuki en su largo calvario en prisión. Los años pasan y Oyuki accede a casarse en prisión con el Sr. Fushoko. Pero un capricho del destino lo evita. Fushoko muere como consecuencia de un problema cardiaco que lo aquejaba desde tiempo atrás. Por otro lado, Yuriko es enviada por sus abuelos a educarse en Europa.
Oyuki cumple quince años de condena. Es entonces cuando se entera de que Yutaka está agonizando en un hospital en Tokio. Yutaka ha sufrido un largo calvario no solo físico, sino también mental, aquejado por los remordimientos. Yutaka decide entonces confesar su crimen y exigir la libertad de su hermana. Acto seguido, el villano muere. Oyuki es declarada inocente y sale de la prisión. Su libertad coincide con el retorno de Yuriko de Europa, convertida en una perfecta dama inglesa.
Oyuki se encuentra con su hija en la mansión de los Pointer. Yuriko, ignorando la identidad de la mujer, le ofrece trabajo. Oyuki acepta la oferta de trabajar como sirvienta en casa de los Pointer con tal de estar cerca de su hija. Por su parte, Yuriko comienza a estudiar en la universidad, donde conoce a Takama, un apuesto profesor que, al igual que ella, se educó en Europa. Takama resulta ser el hijo del Sr. Fushoko. Takama y Yuriko terminan enamorándose.
Yuriko comunica a su abuelos su decisión de casarse. Cuando Takama pide la mano de Yuriko, Lady Elizabeth se niega a aceptarlo, sufriendo un shock al descubrir el origen japonés de Takama.
Oyuki decide entonces enfrentar a Elizabeth, y le advierte que no permitirá que arruine la felicidad de su hija como hizo con Irving y con ella. El Sr. Pointer decide que es momento de revelar la verdad. Yuriko descubre que Oyuki es su madre, y al conocer su triste historia, desaparece cualquier sentimiento de rechazo. Lady Elizabeth, profundamente arrepentida, pide el perdón de Oyuki y de su nieta. Yuriko y Takama finalmente se casan.
Pasan los años y Oyuki muere. Su alma es esperada en el umbral por su amado Irving.

## Elenco
- Ana Martín - Oyuki Ogino
- Salvador Sánchez - Yutaka Ogino
- Boy Olmi - Irving Pointer
- Martha Roth - Lady Elizabeth Pointer
- Jorge Martínez de Hoyos - Sir Charles Pointer
- Rafael Sánchez-Navarro - Orson Brooks
- Anna Silvetti - Eliane Rohmer
- Yoshio - Togo Fushoko / Takama Fushoko
- Patricio Castillo - Bertoldo Nottingham
- Evangelina Elizondo - Diana
- Erika Kasuga - Sumiko
- Noé Murayama - Kyozo
- Cecilia Gabriela - Yuriko Pointer / Lily Pointer
- Patricia Bernal - Margarita
- Aurora Clavel - Nanae Tayota
- Nuria Bages - Renée Sagan
- Jorge Pais - Thomas "Tom" Davidson
- Marta Zamora - Helen
- Ana Luisa Peluffo - Ivette
- Guillermo Murray - Richard Rohmer
- Margo Su - Kiku
- Carla Nakatani - Kikusan Tayota
- Manuel Guízar - Vedo Shibayama
- Carlos Riquelme - John Gibson
- Carmelita González - Celadora Shizuko
- Angelina Peláez - Keiko
- Alicia Encinas - Reyna Lemond
- Blanca Torres - Sra. Brooks
- Enrique Gilabert - Sr. Lemond
- Rosita Pelayo - Greta
- Margarita Isabel - Mary
- Luis Manuel Pelayo - Rigoberto Smith
- Eva Calvo - Leonor
- Graciela Bernardo - Elena
- Frances Ondiviela - Secretaria
- Ramón Menéndez - Detective Swartz
- Teo Tapia - Antonino

## Producción
La productora Lucy Orozco hizo su debut en Televisa al producir esta telenovela. Televisa le propuso que dejara su trabajo en el Instituto Mexicano de Cinematografía y se encargara de esta producción. La idea original era la de grabar la telenovela por completo en Japón, sin embargo, Lucy, después de un viaje por dos meses de investigación en ese país, convenció al Vicepresidente de Televisa, Víctor Hugo O´Farrill, de grabar exclusivamente los exteriores allá y el resto en México. La Productora concibió que era más factible construir algunas calles de Tokio y otras ciudades de Japón en el cerro del Ajusco, ubicado cerca de la Ciudad de México. Finalmente la productora logró recrear en 20 hectáreas de terreno, varios elegantes barrios de Tokio (como el barrio de Ginza) y hasta un gran templo. Se crearon calles completas, con postes de luz, señalamientos, pavimento, una simulación del Tren Bala (incluyendo emular el sonido) y consiguió automóviles con el volante en el lado derecho, propiedad de coleccionistas, que eran llevados hasta el cerro del Ajusco en grúa.
El templo era la construcción más alta (con 40 metros de altura) y fue desmantelado al término de las grabaciones. Los exteriores se grabaron en Japón al final de la grabación en México y luego se ensamblaron a las escenas en el proceso de edición. Orozco contrató a la escenógrafa Cristina Martínez de Velasco y a la ambientadora Teresa Pecannins, quienes lograron reproducir todos los cientos de sets necesarios para dar vida a la historia concebida en el papel. Se conformó un equipo de producción, con los mejores técnicos de los foros de Televisa, destinados exclusivamente a la telenovela.
Un gran porcentaje de la telenovela también se grabó en una escandalosa y excéntrica villa, ubicada en Cuernavaca, que era propiedad de la multimillonaria estadounidense Barbara Hutton. Esta edificación contenía materiales provenientes de Tailandia (desde las tejas hasta los pisos y antigüedades que la adornaban) y fueron hábilmente utilizados para la grabación de la misma. Actualmente esa casa está ocupada por el Hotel Sumiya.

### Vestuario y maquillaje
Un presupuesto extraordinariamente alto fue destinado para el maquillaje y el vestuario. Originalmente, Ana Martín había propuesto a un maquillista de origen estadounidense de apellido Incerela, que incluso había ganado un Premio Oscar en Hollywood. Sin embargo, además de los excesivos gastos que este maquillista generaba, el resultado no fue del agrado de Orozco. Se decidió entonces por el maquillista japonés Takeshi Hazama, que fue traído especialmente de Japón para la telenovela. La elaboración del maquillaje de Oyuki era tan difícil que Hazama tardaba aproximadamente 2 horas en maquillar a Ana Martín.
En Tokio se elaboraron varias y muy caras pelucas para la protagonista. En cuanto al vestuario se mandaron confeccionar 20 kimonos en Japón con costo de 20 mil pesos cada uno, además de la ropa que utilizaban los extras y el resto del elenco. Otros kimonos más se alquilaron en la embajada de Japón, teniendo uno de ellos kilos de oro. Hazama también se encargaba de vestir a Martin con el kimono tradicional y tardaba aproximadamente una hora y media en esta labor.

### Otros datos
- Esta telenovela significó el debut como Productora ejecutiva de Lucy Orozco.
- La preproducción duró un total de siete meses.
- Las grabaciones se iniciaron con apenas cinco capítulos escritos.
- La utilería se trasladó desde Tokio para reproducirla en México, lo que representó un alto costo debido al sobrepeso de equipaje.
- Para las escenas de las calles de Tokio se contrataron cerca de 600 extras con rasgos orientales.
- Para simular una nevada se utilizaron cerca de mil costales de poliestireno expandido. El equipo tardaba más de tres horas en recoger con aspiradoras el material en las faldas del Ajusco.
- La productora Lucy Orozco tardó tres meses en editar la entrada que acompañaba los créditos.
- El actor Gonzalo Vega había sido elegido originalmente para interpretar el personaje de Yutaka, pero al parecer, no se sintió satisfecho con el personaje.
- Esta telenovela alcanzó una gran teleaudiencia, consiguiendo 92 puntos de índice de audiencia, ganando diversos premios y siendo transmitida en países de América Latina, además de gozar de mucho éxito en Japón.
- El costo final de la producción fue de 432 millones de pesos de la época.
- Esta fue la primera (y, hasta ahora, única) telenovela mexicana doblada al cebuano e hiligeino para su transmisión en las regiones filipinas de Bisayas y Mindanao.

### Después de"El pecado de Oyuki"
Al finalizar las grabaciones de la telenovela Ana Martín fue invitada a Japón, pues las altas jerarquías de ese país querían felicitarla personalmente por el logro de haber interpretado magistralmente a una geisha.
Posteriormente Martin fue puesta en manos de un famoso cirujano en Los Ángeles debido a los desgarres que tuvieron sus párpados y otras partes cercanas a sus ojos a causa del constante estiramiento para simular ojos rasgados. Esto le costó a la actriz un largo tratamiento de recuperación para lograr restablecer la piel caída.

### Equipo de producción
- Argumento original y adaptación: Yolanda Vargas Dulché
- Tema original: El pecado de Oyuki
- Autor: Bebu Silvetti
- Caracterización: Takeshi Hazama
- Diseño de vestuario: Alejandro Gastelum
- Ambientación: Teresa Pecanins
- Escenografía: Cristina Martínez de Velasco
- Edición: Gabriel Vázquez Bulman
- Jefe de producción: Arturo Guízar
- Coordinadora de producción: Maika Bernard
- Gerente de producción: Bosco Arochi
- Asesoría de producción: Ana Martín
- Dirección de cámaras: Gabriel Vázquez Bulman
- Dirección de escena: Benjamín Cann
- Productora: Lucy Orozco

## Premios y nominaciones

### Premios TVyNovelas 1989
| Categoría                  | Nominado(a)             | Resultado |
| -------------------------- | ----------------------- | --------- |
| Mejor telenovela           | Lucy Orozco             | Nominada  |
| Mejor actriz protagónica   | Ana Martín              | Nominada  |
| Mejor villano              | Salvador Sánchez        | Nominado  |
| Mejor actor revelación     | Boy Olmi                | Nominado  |
| Mejor actriz experimentada | Martha Roth             | Nominada  |
| Mejor actor experimentado  | Jorge Martínez de Hoyos | Nominado  |
| Mejor revelación femenina  | Cecilia Gabriela        | Nominada  |
| Mejor director de cámaras  | Gabriel Vázquez Bulman  | Ganador   |

### Premios ACE 1988
| Categoría                  | Nominado(a)      | Resultado |
| -------------------------- | ---------------- | --------- |
| Mejor actriz               | Ana Martín       | Ganadora  |
| Mejor actor                | Salvador Sánchez | Ganador   |
| Mejor coactuación femenina | Martha Roth      | Ganadora  |
| Mejor director             | Benjamín Cann    | Ganador   |